# Vaggeryd (comune)
Vaggeryd è un comune svedese di 12 969 abitanti, situato nella contea di Jönköping. Il suo capoluogo è costituito dalle due cittadine di Vaggeryd e Skillingaryd.

## Località
Nel territorio comunale sono comprese le seguenti aree urbane (tätort):
| # | Località     | Popolazione |
| - | ------------ | ----------- |
| 1 | Vaggeryd     | 4.688       |
| 2 | Skillingaryd | 3.808       |
| 3 | Hok          | 643         |
| 4 | Klevshult    | 271         |